# Acushnet
Acushnet és una població dels Estats Units a l'estat de Massachusetts. Segons el cens del 2000 tenia 10.161 habitants.

## Demografia
Segons el cens del 2000, Acushnet tenia 10.161 habitants, 3.793 habitatges, i 2.837 famílies. La densitat de població era de 212,6 habitants per km².
Dels 3.793 habitatges en un 32,7% hi vivien nens de menys de 18 anys, en un 62,8% hi vivien parelles casades, en un 8,6% dones solteres, i en un 25,2% no eren unitats familiars. En el 21,1% dels habitatges hi vivien persones soles el 10,4% de les quals corresponia a persones de 65 anys o més que vivien soles. El nombre mitjà de persones vivint en cada habitatge era de 2,68 i el nombre mitjà de persones que vivien en cada família era de 3,13.
Per edats la població es repartia de la següent manera: un 23,4% tenia menys de 18 anys, un 6,9% entre 18 i 24, un 29,3% entre 25 i 44, un 25,5% de 45 a 60 i un 14,9% 65 anys o més.
L'edat mediana era de 40 anys. Per cada 100 dones de 18 o més anys hi havia 93 homes.
La renda mediana per habitatge era de 51.500 $ i la renda mediana per família de 58.722$. Els homes tenien una renda mediana de 38.709 $ mentre que les dones 28.649$. La renda per capita de la població era de 21.753$. Entorn de l'1,9% de les famílies i el 3,8% de la població estaven per davall del llindar de pobresa.